# Rousseauxia
Rousseauxia es un género  de plantas fanerógamas pertenecientes a la familia Melastomataceae. Comprende 14 especies descritas y de estas, solo 10 aceptadas.

## Taxonomía
El género fue descrito por Augustin Pyrame de Candolle y publicado en Prodromus Systematis Naturalis Regni Vegetabilis 3: 152. 1828.

## Especies aceptadas
A continuación se brinda un listado de las especies del género Rousseauxia pendientes de ser aceptadas hasta febrero de 2013, ordenadas alfabéticamente. Para cada una se indica el nombre binomial seguido del autor, abreviado según las convenciones y usos:
- Rousseauxia andringitrensis (H. Perrier) Jacq.-Fél.
- Rousseauxia articulata (Desr.) DC.
- Rousseauxia aurata (H. Perrier) Jacq.-Fél.
- Rousseauxia chrysophylla (Desr.) DC.
- Rousseauxia dionychoides (Cogn.) Jacq.-Fél.
- Rousseauxia humbertii (H. Perrier) Jacq.-Fél.
- Rousseauxia madagascariensis (Cogn.) Jacq.-Fél.
- Rousseauxia mandrarensis (H. Perrier) Jacq.-Fél.
- Rousseauxia minimifolia (Jum. & H. Perrier) Jacq.-Fél.
- Rousseauxia tamatavensis (H. Perrier) Jacq.-Fél.